# 周汝員
周汝員（1493年—？），字文規，號冷塘，江西吉安府吉水縣人，民籍，明朝政治人物。

## 生平
嘉靖元年（1522年）壬午科江西鄉試第五十二名舉人，八年（1529年）中式己丑科會試第二百五十七名，三甲第八名進士。初授行人司行人，十一年五月選授浙江道試御史理刑，丁父憂。復除山東道御史，十六年巡按浙江，彈劾杭州府知府方岑。十七年二月被致仕華蓋殿大學士張孚敬彈劾，回籍聽勘。二十年二月出為福建按察司副使，二十二年十二月考察以不謹閑住。

## 家族
曾祖周源，常州府知府；祖父周概；父周仲，號東泉，兗州府通判。母胡氏，封安人。嚴侍下。弟周汝方。